# Laura Branigan
Laura Ann Branigan (ur. 3 lipca 1952 w Brewster, zm. 26 sierpnia 2004 w East Quogue) – amerykańska piosenkarka popowa oraz aktorka
z włoskimi i irlandzkimi korzeniami. W Stanach Zjednoczonych jest najbardziej znana z platynowego hitu „Gloria”, a w Europie z zajmującego pierwsze miejsca list przebojów singla „Self Control”. Branigan jest również znana z albumu „Solitaire”, a także z hitu „How Am I Supposed to Live Without You”. Była nominowana do Nagrody Grammy.
Jej utwór „Gloria” pozostawał na Billboard Hot 100 przez 36 tygodni, czasie rekordowym dla artystki. Piosenka zajmowała miejsca w pierwszej 100 singli w 1982 i 1983.

## Życiorys

### Wczesna kariera
W początku lat 70. Branigan była członkiem zespołu „Meadow”, który wydał jedyny album, „The Friend Ship” w 1973. Album nie został nigdy wznowiony. Branigan wolała nie dyskutować o swoim związku z „Meadow” publicznie. Przez lata po upadku zespołu, Branigan wykonywała różne zajęcia, między innymi należała do chórku Leonarda Cohena podczas jego europejskiej trasy koncertowej.
W 1979 Branigan została zauważona przez Ahmeta Ertegüna z Atlantic Records. Moc jej dramatycznego, altowego głosu raczej przeszkadzała niż pomagała jej w początkowej karierze, czyniąc jej styl śpiewania trudnym do jednoznacznego przyporządkowania. Ostatecznie została sklasyfikowana jako piosenkarka popowa i wydała singiel „Looking Out for Number One”, który zrobił ogromne wrażenie na liście U.S. Dance Chart. Jej pierwszy solowy album „Branigan” został wydany w 1982; pierwsza piosenka z tego albumu „All Night With Me” zajęła 69. miejsce na liście Billboardu w początku 1982. Krytycy porównywali jej głos do takich gwiazd, jak Donna Summer czy Barbra Streisand.
Debiutancki album „Branigan” zawierał 9 piosenek: cztery niezwykle szybkie i energiczne oraz pięć ballad, wliczając jedną z kilku piosenek napisanych przez samą artystkę, „I Wish We Could Be Alone”. „Gloria”, w oryginale włoska piosenka o miłości stworzona przez Umberto Tozzi w 1979 (zdobyła sukces w kilku europejskich krajach), została na albumie umieszczona jako druga. Wersja Branigan była tworzona wraz z aranżerem Tozziego, Gregiem Mathiesonem oraz Jackiem White’em. Piosenkę grano w klubach muzycznych, zwłaszcza klubach dla gejów, w końcu zdobyła amerykańskie stacje radiowe i stała się jednym z największych hitów lat 80. Płyta została uznana Złotą, a singiel Platynowym (w USA sprzedano powyżej dwóch milionów kopii). Jej umiejętności wokalne zostały nominowane do Best Pop Vocal Performance, nagrody Grammy (obok Lindy Ronstadt, Olivii Newton-John, Juice Newton i zwyciężczyni Melissy Manchester); „Gloria” była pierwszą z czterech nominacji Laury Branigan.
Wiosną 1983 Laura Branigan wydała swój drugi album „Branigan 2”. W tym czasie w Europie rosła popularność synth-popu. Branigan wydała angielskojęzyczną wersję francuskiej piosenki „Solitaire”: zajęła wysokie miejsce na amerykańskiej liście przebojów. W oryginale „Solitaire” została stworzona w 1981 przez francuską piosenkarkę Martine Clémenceau. W ten sposób zapewniła sobie trwałe miejsce w historii popu. Jej drugi album był również początkiem kariery wcześniej nieznanych osób, które stały się potem legendami przemysłu muzycznego. Angielskie tłumaczenie „Solitaire” było wielkim sukcesem pisarki lirycznej Diane Warren, a drugi singel z płyty, ballada „How Am I Supposed To Live Without You” była pierwszym wielkim sukcesem jej współtwórcy Michaela Boltona. Przebój „How Am I Supposed To Live Without You” zajął 12. miejsce na liście przebojów Billboard Hot 100, ponadto przez trzy tygodnie zajmowała pierwsze miejsce na liście Billboard Adult Contemporary.
W filmie „Flashdance” (1983) wykorzystano dwie piosenki Laury Branigan: „Gloria” oraz zupełnie nowy przebój „Imagination”. Ten właśnie utwór pomógł zdobyć Grammy dla ścieżki dźwiękowej Flashdance. W Stanach Zjednoczonych zajęła ona pierwsze miejsce i sprzedała się w ponad sześciu milionach egzemplarzy.

### Szczyt kariery
1984 był w Europie okresem największej popularności synth-popu. „Self Control”, tytułowy hit trzeciego albumu Laury Branigan stał się jej największym przebojem aż do dziś. Singel stał się najpopularniejszym międzynarodowym hitem, zajmując wysokie miejsca na listach przebojów w wielu krajach, zwłaszcza w RFN, gdzie na pierwszym miejscu znajdował się przez siedem tygodni. Oryginalna wersja „Self Control” nagrana kilka miesięcy wcześniej przez piosenkarza Raffaele Riefoli (bardziej znanego pod pseudonimem Raf), w Niemczech była na drugim miejscu w tym okresie; wszędzie poza Włochami będącymi ojczyzną Rafa, wykonanie Laury Branigan spotkało się z większym uznaniem.
Inne utwory pop i dancefloor z albumu „Self Control” to „The Lucky One” (który zdobył nagrodę Tokyo Music Festival), kontynentalna ballada „Ti Amo” (inny hit Umberto Tozzi, zajął drugie miejsce na listach przebojów w Australii), a także przebój dance „Satisfaction”. Na albumie znalazło się również inne wykonanie piosenki Carole King „Will You Still Love Me Tomorrow”; jako kontrapunkt do wszystkich produkcji disco, to wersja gry na fortepianie (na koncertach i występach telewizyjnych w całej swojej karierze, Branigan towarzyszył podkład pianina do utworu). W tym roku dwukrotnie nagrano koncerty piosenkarki na żywo: pierwszy to cykl koncertów przeznaczonych dla konsorcjum stacji radiowych oraz drugi koncert, który wydano na kasetach wideo. Branigan została ponadto nominowana do American Music Awards 1985 w kategorii Najlepsza Żeńska Artystka Pop/Rock (obok Cyndi Lauper, która wygrała). Również w 1985 Laura wykonała piosenkę do wysoko ocenianego mini-serialu „Hollywood Wives”, wyprodukowanego na podstawie powieści Jackie Collins.
Jednym z największych przebojów Laury była piosenka I Believe, śpiewana w duecie z aktorem Davidem Hasselhoffem, która była elementem ścieżki dźwiękowej filmu telewizyjnego Słoneczny patrol (Baywatch). Innymi znanymi przebojami piosenkarki były Solitaire, How Am I Supposed to Live Without You, Imagination, Shattered Glass, Gloria, The Lucky One, I Found, Someone, Spanish Eddie, The Power of Love, Self Control i wiele innych. W początku lat dziewięćdziesiątych Laura Branigan wycofała się z czynnego życia muzycznego, by w 2001 powrócić na estrady w roli aktorki scenicznej. Wystąpiła wtedy w musicalu Love, Janis, w którym zagrała tytułową rolę Janis Joplin.

### Śmierć
Laura Branigan zmarła podczas snu w swoim domu na Long Island w stanie Nowy Jork 26 sierpnia 2004. Przyczyną śmierci był tętniak mózgu. Media relacjonowały później, że Branigan miewała kilka tygodni przed śmiercią bóle głowy, jednak nie chciała pomocy lekarzy. Pogrzeb odbył się 30 sierpnia. Jej prochy zostały rozsypane wokół Long Island Sound.

## Dyskografia
- 1982 Branigan
- 1983 Branigan 2
- 1984 Self Control
- 1985 Hold Me
- 1987 Touch Atlantic
- 1990 Laura Branigan
- 1993 Over My Heart

## Nagrody, pozycje na listach przebojów i rekordy
| Albumy na listach Billboardu | Albumy na listach Billboardu          | Albumy na listach Billboardu | Albumy na listach Billboardu |
| Rok                          | Album                                 | Lista                        | pozycja                      |
| ---------------------------- | ------------------------------------- | ---------------------------- | ---------------------------- |
| 1982                         | Branigan                              | Pop Albums                   | 34                           |
| 1983                         | Branigan 2                            | Pop Albums                   | 29                           |
| 1983                         | Branigan 2                            | The Billboard 200            | 136                          |
| 1983                         | How Am I Supposed To Live Without You | The Billboard Hot 100        | 69                           |
| 1984                         | Branigan 2                            | The Billboard 200            | 185                          |
| 1984                         | Self Control                          | Adult Contemporary           | 5                            |
| 1984                         | Self Control                          | The Billboard 200            | 23                           |
| 1984                         | The Lucky One                         | Adult Contemporary           | 13                           |
| 1984                         | Ti Amo                                | Adult Contemporary           | 22                           |
| 1985                         | Hold Me                               | The Billboard 200            | 71                           |
| 1985                         | Hold Me                               | The Billboard Hot 100        | 82                           |
| 1986                         | I Found Someone                       | Adult Contemporary           | 25                           |
| 1986                         | I Found Someone                       | The Billboard Hot 100        | 90                           |
| 1987                         | Power Of Love                         | Adult Contemporary           | 19                           |
| 1987                         | Touch                                 | The Billboard 200            | 87                           |
| 1990                         | Laura Branigan                        | The Billboard 200            | 133                          |
| 1990                         | Never In A Million Years              | Adult Contemporary           | 22                           |

| Single na listach Billboardu | Single na listach Billboardu          | Single na listach Billboardu       | Single na listach Billboardu |
| Rok                          | Album                                 | Lista                              | pozycja                      |
| ---------------------------- | ------------------------------------- | ---------------------------------- | ---------------------------- |
| 1982                         | All Night With Me                     | Pop Singles                        | 69                           |
| 1982                         | Gloria                                | Adult Contemporary                 | 28                           |
| 1982                         | Gloria                                | Club Play Singles                  | 4                            |
| 1982                         | Gloria                                | Pop Singles                        | 2                            |
| 1983                         | How Am I Supposed To Live Without You | Pop Singles                        | 12                           |
| 1983                         | How Am I Supposed To Live Without You | Adult Contemporary                 | 1                            |
| 1983                         | Solitaire                             | Adult Contemporary                 | 16                           |
| 1983                         | Solitaire                             | Club Play Singles                  | 28                           |
| 1983                         | Solitaire                             | Pop Singles                        | 7                            |
| 1984                         | Self Control                          | The Billboard Hot 100              | 4                            |
| 1984                         | Ti Amo                                | The Billboard Hot 100              | 55                           |
| 1984                         | The Lucky One                         | The Billboard Hot 100              | 20                           |
| 1985                         | Spanish Eddie                         | Adult Contemporary                 | 29                           |
| 1985                         | Spanish Eddie                         | Hot Dance Music/Club Play          | 26                           |
| 1985                         | Spanish Eddie                         | Hot Dance Music/Maxi-Singles Sales | 27                           |
| 1985                         | Spanish Eddie                         | The Billboard Hot 100              | 40                           |
| 1987                         | Shattered Glass                       | Adult Contemporary                 | 27                           |
| 1987                         | Shattered Glass                       | Hot Dance Music/Club Play          | 13                           |
| 1987                         | Shattered Glass                       | Hot Dance Music/Maxi-Singles Sales | 15                           |
| 1987                         | Shattered Glass                       | The Billboard Hot 100              | 48                           |
| 1988                         | Power of Love                         | The Billboard Hot 100              | 26                           |
| 1990                         | Moonlight on Water                    | The Billboard Hot 100              | 59                           |
| 1995                         | Dim All the Lights                    | Hot Dance Music/Maxi-Singles Sales | 37                           |